# Cyber Knight
 (août 2015).
Si vous disposez d'ouvrages ou d'articles de référence ou si vous connaissez des sites web de qualité traitant du thème abordé ici, merci de compléter l'article en donnant les références utiles à sa vérifiabilité et en les liant à la section « Notes et références ».
 (août 2015).
Cyber Knight (サイバーナイト) est un jeu vidéo de rôle de stratégie au tour par tour à thème de science-fiction. Le jeu a été développé par Compile et Advance Communication Co. et édité par Tonkin House. Il est sorti uniquement au Japon initialement le 12 octobre 1990 sur PC-Engine puis adapté sur Super Nintendo le 30 octobre 1992. Il fait partie de la série Cyber Knight.

## Synopsis
En l'an 2352, l'humanité a colonisé l'espace et des guerres entre colonies ont éclaté. Après une attaque par des Pirates de l'espace, les survivants de l'équipage du vaisseau Swordfish se retrouvent dans une région de la galaxie inconnue. Explorant des planètes, ils doivent lutter à l'aide de leur mecha de combat contre des extraterrestres mécaniques - les Berserkers.

## Système de jeu
Le joueur contrôle une équipe de 5 personnes à bord du Swordfish: le commandant, 2 soldats, un mécanicien et un docteur. À l'aide de mecha, l'équipe doit visiter plusieurs planètes et stopper les Berserkers. Les mecha sont au nombre de 5 et armés d'épées, missiles, bombes, grenades, laser, etc.

## Série
1. Cyber Knight (1990)
2. Cyber Knight II: Chikyū teikoku no yabō (サイバーナイトII 地球帝国の野望?) (1994)

## Sources et références
1. ↑  (ja) New Games Cross Review サイバーナイト, 26 octobre 1990, Famitsu n°112, p. 17.
2. ↑  « サイバーナイト », Famitsu, no 203,‎ 1992 (résumé)